# Hybomys
Hybomys és un gènere de rosegador de la família dels múrids. Les espècies d'aquest grup són oriündes de l'Àfrica subsahariana, des de Guinea fins a Uganda. Tenen una llargada de cap a gropa de 10-16 cm, una cua de 8-13 cm i un pes de 30-70 g. Els seus hàbitats naturals són els boscos i matollars. El nom genèric Hybomys, significa ‘ratolí geperut’ en llatí.